# Kanton Clisson
Clisson is een kanton van het Franse departement Loire-Atlantique. Het kanton maakt deel uit van het arrondissement Nantes.

## Geschiedenis
Bij toepassing van het decreet van 25 februari 2014, met uitwerking op 22 maart 2015, werd het aangrenzende kanton Aigrefeuille-sur-Maine opgeheven en de gemeenten Aigrefeuille-sur-Maine, Maisdon-sur-Sèvre, La Planche, Remouillé, Vieillevigne toegevoegd aan het kanton Clisson.

## Gemeenten
Het kanton Clisson omvat sindsdien de volgende gemeenten:
- Aigrefeuille-sur-Maine
- Boussay
- Clisson (hoofdplaats)
- Gétigné
- Gorges
- Maisdon-sur-Sèvre
- Monnières
- La Planche
- Remouillé
- Saint-Hilaire-de-Clisson
- Saint-Lumine-de-Clisson
- Vieillevigne